# (27896) Tourminator
(27896) Tourminator  es un asteroide perteneciente al cinturón de asteroides, descubierto el 13 de julio de 1996 por Adrián Galád y Alexander Pravda desde el Observatorio Astrofísico y Geofísico de Modra, en Eslovaquia.

## Designación y nombre
Tourminator se designó inicialmente como 1996 NB.
Más adelante fue nombrado en honor al ciclista eslovaco Peter Sagan (n. 1990), conocido en medios ciclistas con el sobrenombre de Tourminator. El asteroide (2709) Sagan, ya había sido registrado en 1982, en honor del astrónomo estadounidense Carl Sagan (1934-1996).

## Características orbitales
Tourminator orbita a una distancia media del Sol de 2,9695 ua, pudiendo acercarse hasta 2,7036 ua y alejarse hasta 3,2354 ua. Tiene una excentricidad de 0,0895 y una inclinación orbital de 11,4080° grados. Emplea en completar una órbita alrededor del Sol 1869 días.

## Características físicas
Su magnitud absoluta es 14,4. Tiene 4,466 km de diámetro. Su albedo se estima en 0,169.